# Анри, Ариэль
Ариэ́ль Анри́ (фр. Ariel Henry; род. 6 ноября 1949, Порт-о-Пренс) — гаитянский политический деятель и нейрохирург, член левоцентристской социал-демократической партии «Патриотическое единство (INITE). Премьер-министр Гаити с 20 июля 2021 по 24 апреля 2024 года.

## Биография
Родился 6 ноября 1949 года. Окончил французский Университет Монпелье, после чего работал нейрохирургом.
В январе-сентябре 2015 года занимал пост министра внутренних дел в правительстве Эванса Поля, затем до февраля 2016 года был министром социальных дел и труда в его же правительстве.
5 июля 2021 года президент Жовенель Моиз назначил Анри премьер-министром и представил его кандидатуру для утвеждения парламентом страны. Однако двумя днями позже Моиз был убит, что сорвало утверждение кандидатуры Анри в парламенте. Вступил в должность 20 июля.
Осенью 2022 года Гаити охватили беспорядки, когда большие группы демонстрантов собрались на главном топливном терминале страны в знак протеста против сокращения государственных субсидий на топливо. Протестующие и члены вооруженных банд блокировали порт и нефтетерминалы, перекрыв поставки горючего в города. Множество учреждений, включая три четверти больниц Гаити, были вынуждены прекратить работу. Фактически власть перешла в руки бандитских группировок; полицейские участки были осаждены ими. В октябре 2022 года правительство Анри попросило международное сообщество о вводе в страну иностранных войск для наведения порядка.
В феврале 2024 года после отъезда премьер-министра страны Ариэля Анри в Кению, где он должен был провести переговоры об организации международной полицейской операции в Гаити для борьбы с вооружёнными бандами, банды начали скоординированные нападения на государственные учреждения в Порт-о-Пренс: Центральный банк, полицейские участки, национальный футбольный стадион и крупнейшие тюрьмы. 2 и 3 марта 2024 года в результате захвата тюрем из них сбежало около 3700 заключённых. 4 марта банды попытались захватить главный международный аэропорт страны. Лидер альянса гаитянских банд Джимми Шеризье, по прозвищу Барбекю, призвал преступные группировки объединиться и свергнуть Анри. На фоне мятежа банд 12 марта 2024 года Анри объявил, что готов уйти в отставку сразу после создания переходного президентского совета.
После формирования переходного президентского совета 24 апреля 2024 года, находясь в Лос-Анджелесе, Анри подписал заявление об отставке. Кабинет министров назначил исполняющим обязанности премьер-министра страны министра экономики и финансов Мишеля Патрика Буасвера.

## Скандалы
Главный прокурор Порт-о-Пренса Бед-Фора Клод обвинил премьера в убийстве президента Моиза, подчеркнув, что имеется достаточно компрометирующих доказательств. В ответ на это премьер Анри просто снял его с поста якобы из-за административных нарушений.
1 января 2022 года поступили сообщения о том, что в Гонаиве произошла перестрелка между охраной Анри и вооружённой группировкой, а сам Анри был ранен, пытаясь покинуть город. В ходе перестрелки были ранены ещё двое человек, один погиб.